# 致郭右之二帖卷
《致郭右之二帖卷》是元代书法家赵孟頫写给好友郭天锡的两封书札，分别名为《奉别帖》与《应酬失宜帖》，属传世极少的赵孟頫早期书法作品。

## 简介
《致郭右之二帖卷》作于赵孟頫45岁之前其艺术风格还未完全定型之时，是研究赵孟頫生平、交往及书法风格的重要文献资料。二帖皆为纸本，合成手卷。其中《奉别帖》应作于赵孟頫上书自求外放、行将赴济南之前，而《应酬失宜帖》创作日期则有至元二十九年（1292年）、至元二十三年（1286年）两种说法。
《奉别帖》全文如下：
|  | 孟頫再拜，右之二兄坐前：孟頫奉别以来，已复三年矣。夙兴夜寐，无往而不在尘埃俗梦间，视故吾已无复存者，但羸得面皮皱折，筋骨衰败而已。意谓吾右之优游闾里中，峨冠博带，与琴书为友朋，不使一毫尘事芥乎胸臆。静中所得，便可与安期羡门同调。近忽得家下书，知右之因库役事，被扰异常，家事亦大非昔比。今见挈家在苕玉兄处，令人惆怅无已！然时节如此，切不可动吾心，是有命焉。但安时处顺，自可胜之耳。不肖一出之后，欲罢不能。每南望矫首，不觉涕泪之横集。今秋累辈既归，孑然一身，在四千里外，仅有一小厮自随，形影相吊，知复何时可以侍教耶？因黄簿便，草草奉状，拜问起居，时中唯善自爱。拜意。苕玉兄长及阿嫂，各请善保。不宣。十二月廿九日，孟頫再拜。 |

《应酬失宜帖》全文如下：
|  | 孟頫拜覆，右之二兄坐前：孟頫早间承伯正传道尊意，自知叠数干渎为罪。掷还三物已领。但此番应酬失宜，遂有远役之忧。即虽见尔辞之，尚未知得免否？若必远行，将何以处之？忧烦不可言。奈何，奈何！外见伯正言及前此王维、兰亭二卷，此乃他人不知兄所以相与之厚。故有此谤。今谨以归还，使知孟頫亦非为利而然。示入幸也。专此代面。闷中作字，或直率告。不见罪。孟頫拜覆，二司户位。 |

## 流传经过
《致郭右之二帖卷》曾由明代王惟俭、清代王鸿绪、何昆玉与何瑗玉兄弟、伍元蕙、陆心源与陆树声父子递藏。清末民初时流入日本，由日本实业家山本悌二郎藏于澄怀堂。后又由日本书法家赤羽云庭收藏。
2019年11月19日，中国嘉德秋拍“大观——中国书画珍品之夜·古代”专场中，《致郭右之二帖卷》以2.325亿元人民币落槌、加佣金2.67375亿元人民币成交，这也创下了赵孟頫作品的最高拍卖价格纪录。